# Natalia Gómez Junco
Natalia Inés Gómez-Junco Esteva (Ciudad de México, México, 9 de octubre de 1992) es una exfutbolista mexicana que jugaba de media su último equipo fue el Deportivo Toluca Femenil, de la Primera División Femenil de México.

## Biografía
Natalia encontró su pasión por el fútbol desde los 4 años. Durante su infancia jugó principalmente en equipos de niños, ya que no había equipos femeniles. A los 10 años llegó a Monterrey después de haber vivido en varias ciudades de México, Paraguay y República Dominicana. Siguió jugando con niños, pero ahora también en equipos femeniles. Llegó a representar a Nuevo León en 5 olimpiadas nacionales.
En el 2007 fue su primer llamado a selección a la sub-17. De ahí estuvo en dos procesos sub-20, representando a México en el mundial sub-20 FIFA Alemania 2010 y Japón 2012. Fue la primera mexicana en la historia de cualquier categoría en anotar un gol en cuartos de final de un mundial.
Natalia estudió su carrera de Ingeniería Civil en Estados Unidos, donde jugó con los Tigers de la Universidad de Memphis y en el LSU Tigers de la  Universidad Estatal de Louisiana como capitana. Se graduó en el 2015 con mención honorífica.
Natalia cuenta con un certificado en Psicología de Alto Rendimiento Deportivo por parte de la escuela del Barcelona (Barca Universitas) y tiene la licencia de la Escuela Nacional de Directores Técnicos (ENDIT) emitido por la Femexfut y avalado por FIFA.

## Trayectoria
Inició su carrera como futbolista profesional de primera división en Thór/KA de Islandia, en el 2016. Jugó dos temporadas siendo campeona en el 2017. Continuó su carrera por Europa, ahora en la Liga Iberdrola en España jugando para el Málaga CF en el 2018.
Después de vivir 8 años fuera de México, regresa a Monterrey, N.L. su ciudad de la infancia, jugando desde principios del 2019 con Tigres hasta el 2021 donde continuó su carrera en Pachuca jugando para las Tuzas, siendo este uno de los fichajes más importantes para el club de cara al torneo Apertura 2021.
En 2022 se incorporó al equipo del Atlético de San Luis donde jugó en 2 torneos siendo titular en 29 partidos. En julio del 2023 se unió al Deportivo Toluca Femenil que fue su último equipo antes de anunciar su retiro al finalizar el torneo Apertura 2024.

## Selección nacional

### Participaciones en Copas del Mundo Sub-20
| Mundial                              | Sede     | Resultado        | Partidos | Goles |
| ------------------------------------ | -------- | ---------------- | -------- | ----- |
| Copa Mundial Femenina Sub-20 de 2010 | Alemania | Cuartos de final | 3        | 1     |
| Copa Mundial Femenina Sub-20 de 2012 | Japón    | Cuartos de final | 4        | 1     |

## Estadísticas

### Clubes
| Club                     | País     | Año         |
| ------------------------ | -------- | ----------- |
| Thór/KA                  | Islandia | 2016 - 2017 |
| Hamrarnir                | Islandia | 2018        |
| Málaga CF                | España   | 2018        |
| Tigres de la UANL        | México   | 2019 - 2021 |
| Club Pachuca             | México   | 2021 - 2022 |
| Atlético de San Luis     | México   | 2022 - 2023 |
| Deportivo Toluca Femenil | México   | 2023 - 2024 |

## Palmarés

### Títulos nacionales
| Título          | Club        | País   | Año      |
| --------------- | ----------- | ------ | -------- |
| Liga MX Femenil | Tigres UANL | México | Cl. 2019 |
| Liga MX Femenil | Tigres UANL | México | 2020     |
| Liga MX Femenil | Tigres UANL | México | Cl. 2021 |

### Títulos internacionales
| Título      | Club    | País     | Año  |
| ----------- | ------- | -------- | ---- |
| Úrvalsdeild | Thór/KA | Islandia | 2017 |

## Experiencia como entrenadora
Natalia cuenta con un certificado en Psicología de Alto Rendimiento Deportivo por parte de la escuela del Barcelona (Barca Universitas) y tiene la licencia de la Escuela Nacional de Directores Técnicos (ENDIT) emitido por la Femexfut y avalado por FIFA.
Ha tenido experiencia como entrenadora infantil y juvenil. Descubrió esta pasión en el 2013 cuando tuvo su primer equipo infantil en Baton Rouge, Louisiana (EUA). Fue entrenadora durante su estancia en Islandia como jugadora profesional durante el 2016 y 2017, siendo entrenadora de equipos de edades desde los 7 hasta los 12 años. Fue entrenadora asistente de las fuerzas básicas de su club, siendo campeona en el 2017.
También tuvo experiencia como entrenadora de la segunda división femenil en Islandia durante el 2018, y ha trabajado en campamentos de prestigioso nombre en Europa como lo son las escuelas del Liverpool, Arsenal y Coerver coaching.
Natalia ha ofrecido clínicas para niñas y jóvenes en Monterrey, al igual que clases particulares virtuales para potenciar el nivel de niños, niñas y jóvenes futbolistas.
- Equipo de fútbol recreativo en Baton Rouge, Louisiana durante el 2013: Niñas de 10-12 años
- Escuela del Liverpool (Liverpool International Academy): Junio 2016
- Escuela del Arsenal (Arsenal Soccer School): Julio 2016
- Equipos infantiles en Thór/KA: Edades 7-12 años durante 2016-2018
- Equipos juvenil en Thór/KA: Edades 14-18 años durante 2017-2018
- Coerver Coaching International Camp Akureyri: Junio 2018
- Head coach Hamrarnir 2018: Segunda división en Islandia, equipo femenil

## Vida personal
Gómez-Junco nació en la Ciudad de México pero vivió la mayor parte de su vida en Monterrey, Nuevo León. Es sobrina del exfutbolista y hoy comentarista deportivo Roberto Gómez Junco.
Natalia tiene un podcast llamado FUTBHOLÍSTICO https://futbholistico.com.mx, un espacio en donde se habla del fútbol como un todo y de cómo este deporte puede transformar nuestras vidas a través de pláticas con diferentes invitados que comparten su experiencia y perspectiva sobre este deporte. FUTBHOLÍSTICO se encuentra en la plataforma de Youtube https://www.youtube.com/@futbholistico/, Spotify y Apple Podcast.